# Anisus johanseni
Anisus johanseni е вид охлюв от семейство Planorbidae.

## Разпространение и местообитание
Този вид е разпространен в Казахстан и Русия (Тува).
Обитава сладководни басейни, реки и канали.